# Schloss Kapfelberg

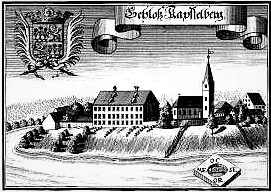
Schloss Kapfelberg nach einem Stich von Michael Wening um 1726

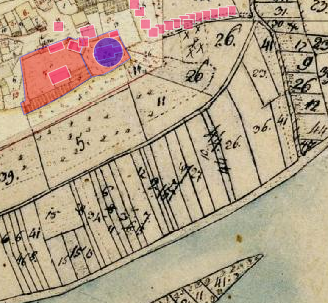
Lageplan von Schloss Kapfelberg auf dem Urkataster von Bayern von 1815

Das Schloss Kapfelberg befindet sich in dem gleichnamigen Ort, einem Ortsteil der Stadt Kelheim im niederbayerischen Landkreis Kelheim. Es liegt am nördlichen Donauufer westlich der Pfarrkirche St. Maria Immaculata. Das Schloss ist denkmalgeschützt und unter der Nummer D-2-73-137-152 in der Liste der Baudenkmäler von Kelheim eingetragen. Zudem sind in der Anlage untertägige mittelalterliche Baureste vorhanden, die unter der Denkmalnummer D-2-7037-0168 als Bodendenkmäler im BayernAtlas eingetragen sind mit der Beschreibung „untertägige mittelalterliche und frühneuzeitliche Befunde im Bereich des ehem. Schlosses in Kapfelberg, zuvor mittelalterliche Burg“.

## Geschichte
Der Ort „Chapelberch“ wird 1114 bei einem Vergleich des Bamberger Bischofs Otto und des Regensburger Bischofs Hartwig erstmals erwähnt. Von dem Burgenbau aus dem 12. Jahrhundert sind die Erbauer nicht genau bekannt; möglicherweise war es der nur 1255 genannte Heinrich von Kapfelberg, der als Burgenbauer in Frage kommt. Mitglieder dieser ortsadeligen Familie werden des Öfteren genannt, so 1290 ein „Wernherus de Kapfelperg“, dann ein Andreas von Kapfelberg, der 1336 eine Urkunde sigelt. 1334  veräußert dieser Andreas zusammen mit seinen Söhnen Werner, Konrad und Ulrich ihr eigentümliches Besitztum zu Kapfelberg um 30 Pfund Regensburger Pfennige an das Kloster Hl. Kreuz in Regensburg. Nach diesen folgt ein Werner von Poikam und nach diesem Georg von Hochstetten, genannt Hawt, der die Witwe Elisabeth seines Vorgängers geheiratet hatte. 1476 wird der Sitz als Lehen des Erhard von Murach zu Flügelsberg bezeichnet; es ist nicht bekannt, wie dieser zu Kapfelberg gekommen ist.  Lehensnehmer ist Perchtold Laynttinger zu Kapfelberg. Dieser Laintinger ist noch 1481/82 bezeugt, da er als Richter am Hof Urkunden siegelt. Nach dem Laintinger folgt Lorenz Trautzkirchner, der 1486 Pfleger zu Wildenstein und 1492 als Richter zu Mitterfels auftritt. 1528 ist Walburga Trautzkirchnerin auf dem „Sitz zu Käpfelberg“. Ihr Sohn HansTrautzkirchner wird 1529 genannt. In der nächsten Generation wird Sabine Trautzkirchner die Besitzerin. Sie heiratet 1574 Octavian von Freiberg von Aschau. Dieser verstirbt ohne Nachkommen 1578 und die Witwe heiratet Conrad Staudinger. Deren Sohn Georg Staudinger von Türkenfeld auf Kapfelberg ist Freisinger und bayerischer Rat. Im Dreißigjährigen Krieg wurde das Gebäude von den Schweden in Brand gesteckt. 1668 verkauft Hans Friedrich Staudinger die Hofmark an den kurfürstlichen Rat Johann Geigenbach.
Ende des 17. Jahrhunderts ist Kapfelberg auf dem Kaufweg an den Hofkammerrat Johann Senser aus München gekommen. Dieser hat um 1700 das neue Schloss erbaut. Seine Erben verkaufen 1725/26 ihren Besitz an die Alte Kapelle zu Regensburg. 1760 ist Anton Edler von Fuchs der Besitzer. Auf diesen folgen 1762 Hieronymus Maria Reichsgraf von und zu Lodron und 1790 Sigmund Maria Reichsgraf von Seiboldsdorf. 1807 wird der Besitz an den Advokaten Michael von Gäsler verkauft.

## Beschreibung
Das Schloss wurde an der Stelle einer Burganlage aus der Zeit um 1200 errichtet. Von der früheren Burg ist obertägig nichts mehr zu sehen, aber in der Karte des Philipp Apian um 1566 war die Burganlage mit Bergfried, Wohngebäude und Umfassungsmauer mit einem vorgelagerten Torturm zu erkennen. Das heutige Schloss stammt aus der Zeit um 1700, es wurde aber 1912 baulich verändert. Der kastenförmige und schmucklose Schlossbau besitzt keine Gliederung, er ist ein dreigeschossiger Satteldachbau mit einem Steilgiebel und sieben Fensterachsen, bei dem Stich von Michael Wening waren elf Fensterachsen zu erkennen. Im Dach sind mehrere Gaupen vorhanden. Teile des Kellers sind mit drei Gewölberäumen unterkellert. An dem Gebäude sind die Reste der ehemaligen Ecktürme zu erkennen. Im Haus befinden sich noch historische Kachelöfen, Stuckdecken, Wandmalereien und originale Steinfußböden.
Zu dem Schlossensemble zählt auch ein Wirtschaftshof, dieser ist ein eingeschossiger Satteldachbau mit auffallend weitem Dachüberstand. Zudem gehört zu dem Schloss ein etwa 1 ½ ha großer Park. Das Ensemble steht zum Verkauf an.